# Crateva religiosa
Crateva religiosa nom illeg. är en kaprisväxtart som beskrevs av Forst. f.. Crateva religiosa ingår i släktet Crateva, och familjen kaprisväxter. Inga underarter finns listade i Catalogue of Life.